# 群島座堂
群島座堂（Cathedral of The Isles and Collegiate Church of the Holy Spirit）是英國蘇格蘭大坎布雷島上的一座蘇格蘭聖公會的座堂。這座教堂竣工於1849年，開放於1851年。

## 外部連結
- Friends of the Cathedral of the Isles （页面存档备份，存于）
- YouTube of the Cathedral and College （页面存档备份，存于）
- Cathedral Website （页面存档备份，存于）

55°45′21″N 4°55′28″W / 55.75583°N 4.92444°W